# 기관지 경련
기관지 경련(氣管枝痙攣)은 제1형 앨러지 반응으로 일어나는 급성반응이다. 기관지가 경련 및 수축되어 호흡곤란이 온다. 심한 경우 호흡마비로 사망할 수도 있다. 즉각 치료가 필요하다. 치료는 앨러지나 아나필락시스와 같다. 에피네프린을 정맥주사한다.
기관지 경련은 차가운 주택과 관련된 여러 질병들 가운데 하나이다.
기관지 경련을 일으킬 수 있는 것들로는 다음이 포함된다: 음식 소비, 약물 섭취, 곤충 알레르기 반응, 변동이 많은 호르몬 수준 (특히 여성).